# Міхаела Панаїт
Міхаела Панаїт (рум. Mihaela Panait, до шлюбу Садовяну (рум. Sadoveanu); нар. 10 грудня 1986) — румунська борчиня вільного стилю, бронзова призерка чемпіонату Європи.

## Життєпис
Боротьбою почала займатися з 2002 року. У 2006 році стала бронзовою призеркою чемпіонату світу серед юніорів.
Виступала за спортивний клуб CS Тирговіште. Тренер — Корнел Корнеа.

### Родина
Міхаела — дружина румунського борця греко-римського стилю Йона Панаїта. Її чоловік — дворазовий срібний призер чемпіонатів Європи, учасник двох Олімпійських ігор.

## Спортивні результати на міжнародних змаганнях

### Виступи на Чемпіонатах світу
| Змагання                        | Збірна  | Вагова категорія          | Місце |
| ------------------------------- | ------- | ------------------------- | ----- |
| Чемпіонат світу з боротьби 2005 | Румунія | жіноча боротьба, до 63 кг | 20    |
| Чемпіонат світу з боротьби 2006 | Румунія | жіноча боротьба, до 63 кг | 9     |
| Чемпіонат світу з боротьби 2007 | Румунія | жіноча боротьба, до 63 кг | 25    |
| Чемпіонат світу з боротьби 2011 | Румунія | жіноча боротьба, до 63 кг | 32    |

### Виступи на Чемпіонатах Європи
| Змагання                         | Збірна  | Вагова категорія          | Місце  |
| -------------------------------- | ------- | ------------------------- | ------ |
| Чемпіонат Європи з боротьби 2005 | Румунія | жіноча боротьба, до 63 кг | Бронза |
| Чемпіонат Європи з боротьби 2006 | Румунія | жіноча боротьба, до 63 кг | 5      |
| Чемпіонат Європи з боротьби 2007 | Румунія | жіноча боротьба, до 63 кг | 15     |
| Чемпіонат Європи з боротьби 2011 | Румунія | жіноча боротьба, до 63 кг | 12     |

### Виступи на інших змаганнях
| Змагання                                                        | Збірна  | Вагова категорія          | Місце  |
| --------------------------------------------------------------- | ------- | ------------------------- | ------ |
| Олімпійський кваліфікаційний турнір з боротьби 2008 (Едмонтон)  | Румунія | жіноча боротьба, до 63 кг | 15     |
| Олімпійський кваліфікаційний турнір з боротьби 2008 (Хапаранда) | Румунія | жіноча боротьба, до 63 кг | 5      |
| Турнір Дана Колова — Ніколи Петрова 2011                        | Румунія | жіноча боротьба, до 63 кг | 5      |
| Меморіал Іона Корнеану 2011                                     | Румунія | жіноча боротьба, до 63 кг | Срібло |
| Меморіал Іона Корнеану і Ладислава Сімона 2017                  | Румунія | жіноча боротьба, до 63 кг | Бронза |

### Виступи на змаганнях молодших вікових груп
| Змагання                                       | Збірна  | Вагова категорія          | Місце  |
| ---------------------------------------------- | ------- | ------------------------- | ------ |
| Чемпіонат Європи з боротьби серед кадетів 2003 | Румунія | жіноча боротьба, до 70 кг | 5      |
| Чемпіонат Європи з боротьби серед юніорів 2004 | Румунія | жіноча боротьба, до 63 кг | 4      |
| Чемпіонат світу з боротьби серед юніорів 2005  | Румунія | жіноча боротьба, до 63 кг | 5      |
| Чемпіонат Європи з боротьби серед юніорів 2006 | Румунія | жіноча боротьба, до 63 кг | 7      |
| Чемпіонат світу з боротьби серед юніорів 2006  | Румунія | жіноча боротьба, до 63 кг | Бронза |